# Caseasauria
Caseasauria är en numera utdöd underordning av däggdjurslika reptiler. Det finns endast två kända familjer som tillhör denna grupp som var vanligt förekommande i början av perm men kom med tiden att bli färre och färre mot slutet av denna tidsperiod.
Underordningens familjer är Eothyrididae, som är känd från två fossil som hittades i södra USA, och Caseidae. Från den förstnämnda familjen antas minst ett släkte ha varit köttätare och medlemmar av den andra familjen var troligen växtätare.